# Laurent Siebenmann
Laurent Carl Siebenmann (Toronto, 1939) é um matemático canadense.
Recebeu o Prêmio Jeffery–Williams de 1985. Em 2012 foi eleito membro da American Mathematical Society.

## Publicações selecionadas
- Kirby, Robion C.; Siebenmann, Laurence C. (1977), Foundational Essays on Topological Manifolds, Smoothings, and Triangulations (PDF), ISBN 0-691-08191-3, Princeton, NJ: Princeton Univ. Pr.